# Bom (Nwa)
Bom est un village du Cameroun situé dans le département du Donga-Mantung et la Région du Nord-Ouest, à la frontière avec le Nigeria. Il partie de la commune de Nwa.

## Démographie
Lors du recensement de 2005, 1 480 habitants y ont été dénombrés, dont 720 hommes et 760 femmes. Ceux-ci sont répartis dans les quartiers de Bomgor, Chikwe, Massing, Kopkan, Mandak, Makwak et Machwo. La majorité des habitants font partie du clan Yamba.

## Agriculture et élevage
L'agriculture est importante à Bom. Parmi les plantes cultivées, on trouve du maïs, des plantains, des bananes, du sorgho, des fèves, du soya, du manioc, des pommes de terre, du taro, des palmiers à huile, des papayes et des oranges. 
L'élevage est peu développé à Bom. Cependant, dans toute la commune, on élève des chèvres, des moutons, des porcs, des cochons d'Inde, des poules et des lapins. 

## Éducation
Il y a deux écoles primaires publiques à Bom.

### GS Bom
Pendant l'été de 2011 (moment où les données ont été recueillies), 500 élèves fréquentaient GS Bom, ainsi que deux maître-parents et un fonctionnaire. Cette école fondée en 1982 n'avait pas d'équipements de salle de classe. Un bâtiment de l'école est en bon état, et les trois autres sont en mauvais état. Il y a des latrines et une association parents-enseignants à GS Bom.

### GS Bomgor
Cette école, fondée en 1989, comptait 306 étudiants, trois maître-parents et deux fonctionnaires pendant l'été de 2011. Il n'y avait pas de table-bancs dans l'école. Un bâtiment de l'école est en bon état, et les trois autres sont en mauvais état. L'école possède une latrine. Une association parents-enseignants existe.

## Santé
Il n'y a pas de centre de santé à Bom.

## Eau et ressources énergétiques
Il n'y a pas de source d'eau potable sanitaire à Bom. Les habitants du village doivent donc s'approvisionner à des points d'eau qui pourraient contenir des pathogènes et autres produits nocifs pour la santé.
Bom, comme tous les autres villages de la commune de Nwa, n'est pas électrifié.

## Commerce
Il n'y a pas de marché à Bom.

## Ressources minières
D'importants indices de minerai de fer, ainsi que des composés contenant des métaux précieux tels que de l' or, du nickel, du cobalt et de l'étain, ont été trouvés dans les environs de Bom. Par contre, aucune tentative de prospection n'a eu lieu.

## Transports
Bom est connecté à une route rurale. Par contre, la route est en très mauvais état. Aucune route de la commune de Nwa n'est pavée et elles sont d'habitude uniquement praticables par des véhicules tout-terrains, même pendant la saison sèche.

## Travaux publics et développements futurs
Selon le Plan de Développement Communal du Conseil de Nwa, écrit dans l'optique de faire du Cameroun une économie émergente en 2035, on prévoit la complétion des projets suivants à Bom :
- construire un système d'approvisionnement en eau ;
- électrifier le village ;
- construire un marché ;
- construire un centre communautaire ;
- donner 60 bancs à GS Bom ;
- construire trois classes supplémentaires à GS Bom et trois autres à GS Bomgor ;
- donner des bourses (350 000 francs CFA par année pour cinq étudiants) pour que des étudiants pauvres puissent continuer leur éducation secondaire ;
- aplanir la route entre Bom et Ngung ;
- aplanir et asphalter la route entre Bom et Gom ;
- créer trois pépinières de 4 500 plants chacune (une d'acajou, une d'iroko et une de palmier à huile amélioré).